# Rue Adrien-Lesesne
La rue Adrien-Lesesne est une voie publique de Saint-Ouen-sur-Seine, dans le département de la Seine-Saint-Denis.

## Situation et accès

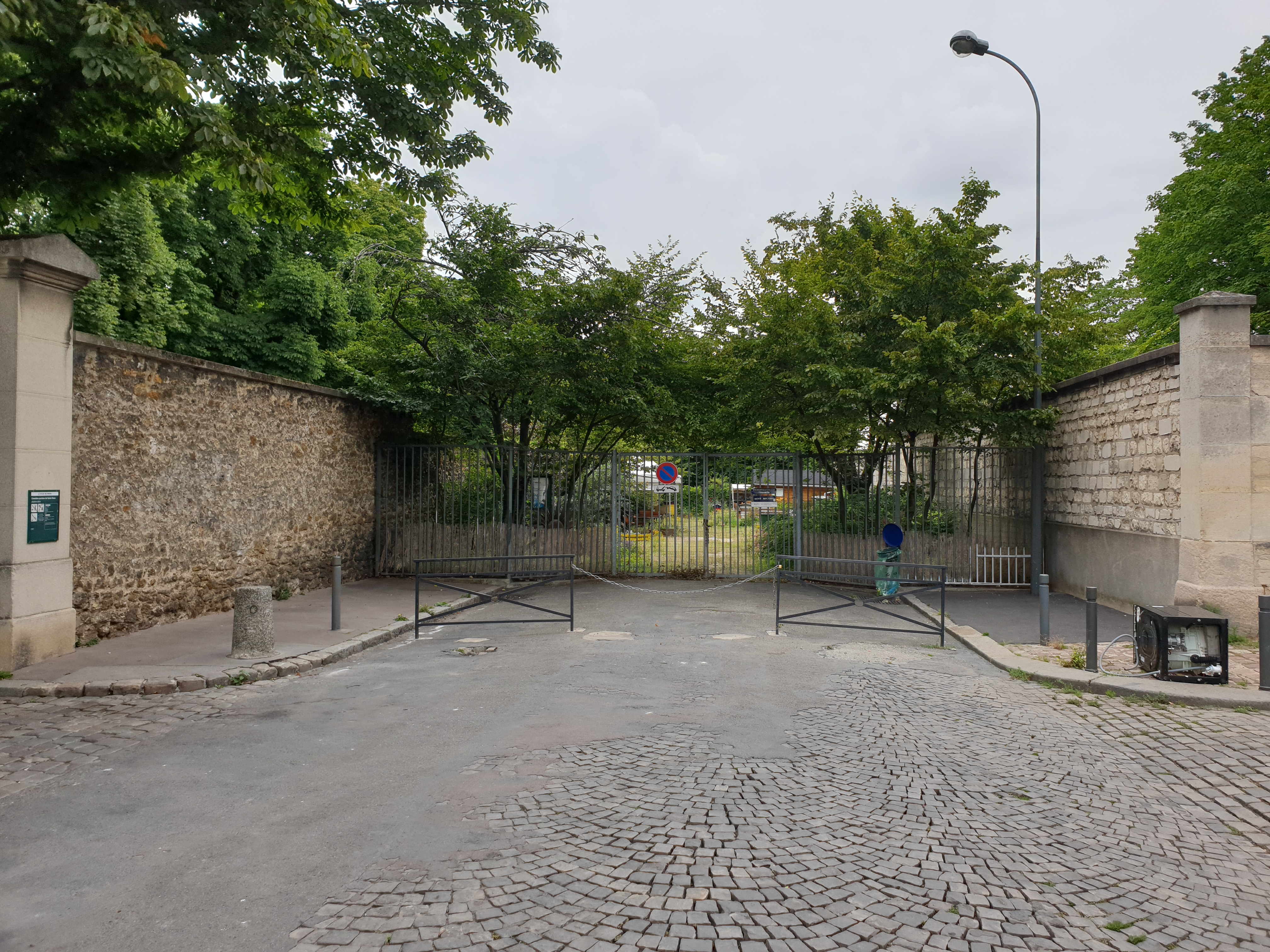
Extrémité de la rue, 2021.

D'orientation nord-sud, la rue Adrien-Lesesne commence rue du Professeur-Gosset dans le 18e arrondissement de Paris et termine en impasse aux entrées des deux parties du cimetière parisien de Saint-Ouen, construites en 1860, puis 1872.
Elle croise la rue du Docteur-Bauer, et forme la place Debain, centralité du quartier éponyme.

## Origine du nom
Son nom actuel est en référence à Adrien Lesesne, ancien directeur des écoles Michelet et Jean-Jaurès de Saint-Ouen et père de Gustave Lesesne

## Historique
- Cette voie portait anciennement le nom de chemin de la Procession, car il était emprunté par les Bénédictines, entre la Basilique du Sacré-Cœur de Montmartre et la Basilique Saint-Denis.
- Cette voie est située dans le prolongement de la rue du Mont-Cenis à Paris, qui faisait partie de ce même chemin de la Procession, mais la connexion fut interrompue avec l'aménagement de la Zone, ainsi la continuité est interrompue sur 400 mètres, entre les boulevards des Maréchaux et le boulevard périphérique.
- Au nord, la rue est en impasse entre l'ancien et le nouveau cimetière parisien de Saint-Ouen. Il existait jadis une continuité vers le chemin des Poissonniers au nord du cimetière, lui-même condamné.

## Bâtiments remarquables et lieux de mémoire
- La rue Adrien-Lesesne, limitrophe de Paris, est pour cette raison un des cent-cinquante-neuf sujets de la série photographique de 1971 intitulée 6 mètres avant Paris, œuvre d'Eustachy Kossakowski[2].